# هانك كابلان
هانك كابلان (بالإنجليزية: Hank Kaplan)‏ هو كاتب حول الرياضة أمريكي، ولد في 15 أبريل 1920 في بروكلين في الولايات المتحدة، وتوفي في 14 ديسمبر 2007 في كيندال ‏ في الولايات المتحدة بسبب سرطان.

## وصلات خارجية
- هانك كابلان على موقع IMDb (الإنجليزية)